# 2021년 사우스샌드위치 제도 지진
2021년 사우스샌드위치 제도 해역 지진은 2021년 8월 사우스조지아 사우스샌드위치 제도와 남극 사이에 있는 사우스샌드위치 해구를 따라 발생한 강력한 본진 및 여러 차례의 여진을 뜻한다. 미국 지질조사국(USGS)은 이 지진의 모멘트 규모를 Mw7.5, Mw8.1로 분석했다. 본진은 1929년 이후 남대서양에서 기록된 역대 최대 규모의 지진이며, 2021년 커르머덱 제도 해역 지진과 함께 2021년에 발생한 규모가 두 번째로 큰 지진이다.

## 지질학적 배경
이 지진은 남아메리카판이 스코샤판와 이보다 더 작은 사우스샌드위치판(보통 스코샤판의 일부로 분류)의 아래로 서쪽으로 1년에 약 71 mm씩 섭입하는 지역에서 발생했다.
규모 M7.5의 전진은 약 47 km 깊이 남아메리카판의 암석권 하부 지점에서 발생했으며 판이 아래로 구부러지면서 압축력이 작용해 발생한 지진으로 추정된다. 본진은 약 3분 후에 남쪽으로 약 56 km의 깊이 90 km 지점에서 발생했다. 이전에 발생했던 지진의 간섭으로 본진의 발진기구, 단층 구조 및 단층 파열에 관한 세부 사항은 아직 완전히 이해되지 않았다. 단층면해 분석에 따르면 섭입하는 판의 암석권 안쪽에서 서북서 방향의 거의 수직단층 혹은 동남쪽 방향의 가파른 얕은 지점에서 단층 파열이 발생했다.
20세기 이후 2021년 8월 규모 M8.1 지진이 발생했던 지역으로부터 250 km 이내에는 M7.5 전진을 포함한 규모 M7 이상의 지진이 총 8차례 발생했다. 이전에 발생했던 지진 중 가장 규모가 컸던 지진은 1964년 5월에 발생한 규모 M7.8의 지진이다. 사우스샌드위치 제도 해역에서 발생한 규모 M7 이상 지진은 역사적으로 중발지진(깊이 70-300 km 사이의 지진)으로 발생했다. 하지만 이 해역에서 발생했던 가장 큰 규모의 지진은 1929년 6월 27일 발생한 규모 M8.1의 천발지진(깊이 10 km)으로 2021년 8월 규모 M8.1 지진 진원에서 서북쪽으로 450 km 떨어진 두 판의 북쪽 경계 지역에서 발생했다. 앞에서 언급했던 지진 모두 진원이 인구 거주지와 멀리 떨어진 외딴 지역이어서 사상자는 한 명도 발생하지 않았다.

## 지진
규모 M7.5로 측정된 첫 지진은 현지 시각으로 16시 32분에 발생했지만 인명 피해나 재산 피해는 발생하지 않았다. 3분 뒤에는 이보다 훨씬 더 강한 규모 M8.1의 본진이 발생했다. 태평양 지진해일 경보 센터(PTWC)는 두 지진에 대한 쓰나미 경보를 발령했으나 나중에 취소했다. 전지구 센트로이드 모멘트 텐서(GCMT)에서는 규모 Mw8.3 혹은 Ms7.5의 한 번의 지진만 등록되었다.
두 지진은 판의 경계가 아닌 남아메리카판 내에서 발생한 슬래브 내 지진으로 간주되었으나 여진 분포를 보면 판 경계에서 일어난 메가스러스트형 지진으로도 보인다. 규모 M6.0 이상 여진은 섭입대의 약 470 km 길이 구간을 따라 일어났으며 그 외에도 해구 외부 융기대(아웃터라이즈)와 변환 단층 경계에서도 여진이 발생했다. 규모 M8.1 본진에서 나타난 지진파 신호는 M7.5 전진이 일어나고 있던 와중 여전히 전파되어 감지되던 도중이었기 때문에 처음에는 전 세계 지진 관측 기관에서 본진을 관측하지 못했다. 규모 M7.5 지진이 발생한 지 몇 시간 후 미국 지질조사국은 규모 M7.5 지진 발생 3분 후에 훨씬 더 규모가 크고 "복잡한" 지진이 발생했다고 발표했다. 지진에 대한 현재까지의 이해, 진원 단층의 주향과 경사의 이해는 지진학 기관마다 다르므로 데이터는 판 내부 지진 혹은 메가스러스트형 지진 둘 중 하나로 추정된다. 하루 후 나온 지진 자료에서는 모멘트 규모 M8.1로 밝혀졌으며 규모 M7.5 지진은 전진으로 밝혀졌다.
섭입대와 해구 외부 융기대에서 수많은 여진이 발생한 것으로 볼 때 이 지진에서 메가스러스트 해구 부분까지 단층이 파열되었을 가능성이 높다. 여진 분포에서는 본진의 단층 파열 영역도 매우 넓다고 추정된다.

### 특성
이 지진은 260초간 지속되어 그 규모에 비해 매우 긴 단층 파열 시간을 가졌다. 처음 일어난 규모 M7.5 지진은 깊이 47 km에서 발생했으며 50초간 흔들렸다. 전진은 스러스트 단층의 더 깊은 부분을 따라서 파열이 사작되었지만 그보다 더 위쪽에서 파열된 두 번의 하위 단층파열 사건으로 구분할 수 있다.
얼마 지나지 않아 규모 M8.1의 지진이 180초간의 파열 시간으로 섭입대에서 단층 파열을 일으켰다. 첫 번째 하위 파열 사건은 섭입대 경계를 따라 180 km 길이의 단층 파열이다. 또한 이보다 각각 250 km과 300 km 남쪽에서 규모 M7.6, M7.7의 하위 파열 사건이 발생했다. M7.6의 하위 사건은 섭입대 얕은 지역에서의 파열로 일반적인 해일지진의 특징을 보였다. 더 크고 얕은 곳에서 일어난 본진은 지진 모멘트의 70%가 느리게 방출된 전형적인 해일지진이다. 이 지진은 지진 에너지를 장주기 지진동 에너지 형태로 방출했으며 그 주기는 최대 500초를 기록했다. 이 때문에 실체파와 표면파 규모는 mb6.6-7.1과 Ms7.68로 모멘트 규모보다 더 작아졌다. 여러 지진 기관에서 지진의 깊이를 10 km에서 70 km까지 매우 다양하게 서로 다르게 분석했는데 이는 지진 당시 단층 파열이 매우 복잡하게 일어나 지진 데이터가 서로 간섭했기 때문이다. 50 km 이상 깊이에서 본진이 발생하는 동안 깊은 경사의 스러스트형 단층 파열도 같이 발생했다.

## 이후 지진
사우스샌드위치 제도 지진이 발생하기 2주 전 미국 역사상 7번째로 큰 규모의 지진인 규모 M8.2의 알래스카반도 지진이 발생했으며, 이 때도 작은 쓰나미가 발생했다. 2021년 3월 4일에는 뉴질랜드의 외해인 커르머덱 제도에서 규모 M8.1의 지진이 발생했다. 규모 M8 이상의 지진은 평균 1년에 1번 정도 발생하며 이렇게 연달아서 큰 규모의 지진이 발생하는 것은 이례적이다. 세 지진의 인과관계는 지진학적으로 존재하지 않지만, 2021년은 2007년 이후 한 해 동안 M8 이상 규모의 지진이 가장 많이 발생한 해로 기록되었다.

### 여진
| 날짜       | 모멘트 규모 | MMI | 출처   |
| ---------- | ----------- | --- | ------ |
| 2021-08-12 | 7.5         | VI  | [ 5 ]  |
| 2021-08-12 | 8.1         | VII | [ 3 ]  |
| 2021-08-12 | 6.7         | I   | [ 18 ] |
| 2021-08-12 | 6.1         | IV  | [ 19 ] |
| 2021-08-12 | 6.0         | IV  | [ 20 ] |
| 2021-08-13 | 6.1         | IV  | [ 21 ] |
| 2021-08-16 | 6.9         | IV  | [ 22 ] |
| 2021-08-17 | 6.1         | IV  | [ 23 ] |
| 2021-08-18 | 6.0         | IV  | [ 24 ] |
| 2021-08-22 | 6.6         | IV  | [ 25 ] |
| 2021-08-22 | 7.1         | IV  | [ 26 ] |
| 2021-10-04 | 6.2         | IV  | [ 27 ] |
| 2021-11-01 | 6.0         | IV  | [ 28 ] |
| 2021-12-03 | 6.0         | III | [ 29 ] |
| 2021-12-16 | 6.0         | III | [ 30 ] |
| 2021-12-20 | 6.0         | III | [ 31 ] |
| 2022-01-25 | 6.0         | III | [ 32 ] |
| 2022-03-06 | 6.0         | IV  | [ 33 ] |

본진 이후 24시간동안 규모 M4.5 이상의 여진이 61회 감지되었으며, 이 중 규모 M6 이상의 여진이 세 차례 감지되었다. 이러한 여진은 전진 발생 위치에서 남쪽으로 남아메리카판, 사우스샌드위치판, 남극판 사이의 삼중합점까지 사우스샌드위치 해구를 따라 470 km 길이로 발생했다.
8월 24일까지 규모 M4.5-5.1 사이의 여진은 500차례, M5.2-6.2 사이의 여진은 80차례, M6.3-6.9 사이의 여진은 3차례 발생했다. 가장 큰 규모의 여진은 8월 22일 남아메리카판 섭입대 바깥쪽의 해구 외부 융기대의 얕은 정단층에서 발생한 규모 M7.1 지진으로 이는 남아메리카판이 최대로 미끄러진 지진으로 추정된다. 최대 단층 미끄러짐 길이는 2 m로 추정되며 진원 깊이는 6 km로 매우 얕다.
2022년 12월 11일까지 총 1,968건 이상의 여진이 발생했다.

## 쓰나미
이 지진으로 사우스조지아섬 킹에드워드포인트에서 최대 높이 75 cm의 쓰나미를 측정했다. 지진해일은 멀리까지 나아가 미국 알래스카주 킹코브에서 최대 15 cm 높이로, 인도양의 모리셔스 로드리게스섬에서 최대 23 cm 높이로 측정되었다. 대서양의 포르투갈령 아소르스 제도에서는 20 cm 높이로, 마다가스카르섬 동부에서도 6 cm 높이로 측정되었다. 2004년 인도양 지진해일 이후 4개 대양에서 쓰나미를 관측한 지진으로 기록되었다.

## 같이 보기
- 2021년 지진
- 원거리 지진해일